# Mantov
Mantov je část obce Chotěšov v okrese Plzeň-jih v Plzeňském kraji. Nachází se asi jeden kilometr jihovýchodně od Chotěšova. Prochází zde silnice II/230. V roce 2011 zde trvale žilo 488 obyvatel.
Mantov je také název katastrálního území o rozloze 4,22 km². V katastrálním území leží i osada Pančava.

## Historie
První písemná zmínka o vesnici pochází z roku 1272.
Černé uhlí se u Mantova začalo dobývat okolo roku 1780. Postupně zde vzniklo mnoho drobných dolů. K větším podnikům patřily doly Hermann a Dittrich, které byly otevřeny dědici Hermanna Dietricha Lindheima roku 1862 a původně těžily tři sloje v hloubce do sta metrů. Poté, co je roku 1863 převzalo Mantovské těžařstvo, byly prohloubeny na 166 metrů a vlečkou napojeny do Stoda. Časem se staly majetkem Západočeského horního a hutního spolku a Západočeského báňského akciového spolku. Po roce 1890 sloužily jako větrací šachty dolu Austria a uzavřeny byly okolo roku 1921. Okolo roku 1850 založila hrabata Waldstein a Schönborn důl Josef, který o tři roky později koupil Hermann Dietrich Lindheim a roku 1863 jej převzalo Mantovské těžařstvo. V blízkosti dolu Josef se nacházely doly Leopold a Petr.
Západně od dolu Hermann, přibližně u silážních jam, býval pod poloviny devatenáctého století důl Mariahilf I. a jižně od něj Mariahilf II. Také tyto doly v roce 1853 koupil Hermann Lindheim. Posledním dolem v okolí byl důl Radbuza u osady Pančava. V roce 1877 patřil Löwovi ze Stoda, později se stal majetkem Západočeského báňského akciového spolku a uzavřen byl po roce 1920. Další velký důl Austria se nacházel v průmyslovém areálu Metálka východně od vesnice. Dosáhl hloubky 250 metrů a byl propojen s šachtou Hůrka u Losiny, která sloužila jako větrací jáma. Dne 28. srpna 1918 v dole došlo k výbuchu, při kterém zemřelo třináct horníků. Součástí dolu byla v letech 1892–1916 koksovna. Důl Austria byl uzavřen v roce 1920. O kilometr dál na severovýchod býval v letech 1912–1924 důl Ruska.

## Obyvatelstvo
| Rok            | 1869 | 1880 | 1890 | 1900  | 1910  | 1921  | 1930  | 1950 | 1961 | 1970 | 1980 | 1991 | 2001 | 2011 | 2021 |
| -------------- | ---- | ---- | ---- | ----- | ----- | ----- | ----- | ---- | ---- | ---- | ---- | ---- | ---- | ---- | ---- |
| Počet obyvatel | 344  | 585  | 762  | 1 037 | 1 147 | 1 235 | 1 207 | 928  | 851  | 676  | 527  | 457  | 508  | 488  | 539  |
| Počet domů     | 42   | 64   | 70   | 94    | 110   | 117   | 138   | 157  | 157  | 145  | 135  | 142  | 152  | 155  | 186  |

## Obecní správa
Při sčítání lidu v letech 1850–1959 Mantov byl samostatnou obcí, se kterým patřil nejprve do okresu Stříbro, ale v roce 1950 v okrese Přeštice. Od roku 1960 je částí obce Chotěšov v okrese Plzeň-jih.

## Pamětihodnosti
- Dům dělnické kolonie – hornická kolonie Werk, z toho jen: čp. 35 a 40

## Osobnosti
- Martin Krippner (23. září 1817 Mantov – 1894 Warkworth, Nový Zéland), zakladatel novozélandské obce Puhoi[10]